# Erkel Ferenc születésének 200. évfordulója (emlékérme)
Erkel Ferenc születésének 200. évfordulója alkalmából kiadott arany emlékérme.

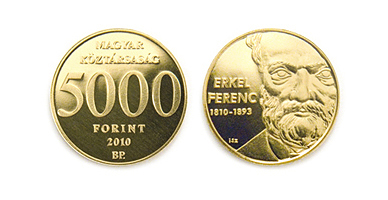
Erkel Ferenc arany emlékérme, 2010.

Az első magyar érme, mely bekerült „a világ legkisebb aranyérméje” nemzetközi gyűjtői programba.
A tervezésre felkért éremművészek pályamunkái közül ifj. Szlávics László alkotását választotta a szakértői bizottság megvalósításra. Az előlapon az érméken megszokott kötelező elemeken – Magyar Köztársaság felirat, értékjelzés, BP. verdejel, évszám – kívül díszítő motívumot nem alkalmazott a szokatlanul kis méretű emlékérmén a művész. A hátlapon Erkel Ferenc korabeli ábrázolások alapján készült, domborművű arcképének részlete, a zeneszerző neve, a születés és halálozás évszáma látható. A tervező kisméretű monogramja a téma oldal alsó részén, a perem közelében található.

## Érme adatai
- Kibocsátó: Magyar Nemzeti Bank
- Tervező: ifj. Szlávics László
- Gyártó: Magyar Pénzverő Zrt.
- Kibocsátás: 2010. november 6.
- Névérték 5000 forint
- Anyag:	999 ezrelék finomságú arany
- Átmérő: 11 mm
- Súly: 0,5 gramm
- Széle: sima
- Kibocsátott mennyiség: 10000 db
- Kizárólag prooflike minőségben készült.